# Santa Fe de Antioquia
Santa Fe de Antioquia är en kommun i departementet Antioquía i Colombia. Staden ligger cirka 80 kilometer norr om Medellín, departementets huvudstad. Santa Fe de Antioquia har en area på 493 km2 och vid folkräkningen 2002 totalt 22 764 invånare.

## Historia
Santa Fe de Antioquia grundades 1541 av Jorge Robledo som Villa de Santafé på Caucaflodens västra bank. 1545 fick den sin vapensköld och titeln Staden Antioquia av kung Filip II av Spanien. Staden fick rättigheter som församling 1547 av biskop Popayáns biskop. 1584 ändrades namnet då den blev huvudstad i Antioquia. Guldbrytning har varit en stor industri i staden och påbörjades redan vid stadens grundande.
Katedralen byggdes 1799 och 1804 fick staden stifträttigheter av påve Pius VII. 1813 deklarerades Antioquia som suverän och självständig stat med Santa Fe som dess huvudstad, en status den behöll till 1826 då det bestämdes att Medellín skulle bli departemental centralort.
Santa Fe de Antioquia klassades som nationellt monument 1960 på grund av dess bevarande av kolonial arkitektur.

## Ekonomi
Guldbrytningen är nedlagd och idag byggs ekonomin istället upp av jordbruk. Här odlas främst kaffe, majs och bönor.